# لولوش لامبروج
لولوش لامبروج (باليابانية: ルルーシュ・ランペルージ) هو بطل الأنمي كود غياس.

## أقاربه
أقاربه هم والدته ماريان في بريطانيا وأخته نانالي في بريطانيا ووالده تشارلز في بريطانيا .
ولدية أخوة من طرف الأب مثل كلوفيس وكاميليا وشنايزل ويوفيميا

## معلومات عن الشخصية
لولوش شخصية حادة الذكاء، ماهر جدا في الشطرنج ، وهو نائب رئيسة مجلس الطلبة في أكاديمية آشفورد يكره بريطانيا، ويريد الانتقام منها لأجل أمه ولكي ينشأ عالم تعيش فيه أخته نانالي بسلام، كما هو كسب قوة الجياس من فتاة تدعى سي تُو (C.C)، و بدأ رحلة الانتقام تحت قناع زيرو وأنشأ فرقة الفرسان السود، لديه القدرة على توقع ردة فعل خصمه ويمكنه إقناع الناس لدرجة كبيرة، لولوش فاشل بما يتعلق بالناحية البدنية، قدرة جياس الخاصة بلولوش تعطيه الطاعة المطلقة له، ولكن لمرة واحدة يستطيع أن يستخدمها على الشخص نفسه . حصل لولوش على مرتبة أفضل شخصية أنمي من الذكور من قبل مجلة Animage و مجلة Newtype في للأعوام 2006 و 2007 و 2008.

## قوانين وتأثيرات الجياس الخاصة بلولوش
- أن يكون الأمر المُصدر أمرا لفظيا .
- لابد أن ينظر المستخدم والمستخدم عليه لأعين بعضهما البعض، أقصى مسافة هي 270 متر .
- يمكن استخدامها مرة واحدة على الشخص ويمكنه إصدار العديد من الأوامر في هذه المرة، ويمكنه استخدام الجياس مرة ثانية عليه بعد محو تأثير الأولى بواسطة ملغي الجياس الذي يمتلكه جريميِيه .
- يمكن أن يقوم المستخدم عليه بالأمر بشرط ألا يتعدى الحدود الجسدية والعقلية، لكن يمكن أن ينفذ الأمر حينما يطلب منه أن ينسى ذلك .
- يمكن أن تتفعل الجياس مرة أخرى، مثل سوزاكو تفعلت مرات عديدة في المسلسل .
- المستخدم عليه لا يمكنه تذكر ما فعله وهو تحت تأثير الجياس .
- المستخدم عليه سيطيع الأمر حتى لو كان يكرهه مثل ما حدث مع يوفيميا ونانالي .
- يستطيع أن يأمر الأشخاص اللذين يمتلكون جياس كما حدث مع والدِهِ.

1. ↑  "Newtype's Top 30 Male and Female Characters of Each Decade" (in Japanese). Newtype (Kadokawa Shoten). March 2010.